# Moses Mathendele Dlamini
Pour les articles homonymes, voir Dlamini.
Moses Mathendele Dlamini (né le 2 décembre 1947[réf. nécessaire]) est un homme politique eswatinien, ministre des Affaires étrangères et du Commerce d'Eswatini depuis le 23 février 2006.

## Biographie
Il occupa la fonction d'ambassadeur de son pays aux Nations unies et à Taïwan, et celle de président du Sénat.